# Калемљење (уређено дрво)
У информатици, калемљење је метод који се користи за манипулисање стаблима. Једно такво стабло је уређено дрво где су подстабла за било који чвор уређена. Тада је корен(T1), ..., корен(Tn) потомак корена(T) и корен(Ti) је i-ти потомак. Погодно представљање уређеног стабла је да га представимо као корено бинарно стабло, где се за чување сваког чвора користи иста количина меморије.
Конверзија у корено бинарно стабло корена (T) је:
```
1. За свако дете корена(
T
), уклонити све гране од детета до родитеља.
2. За сваки чвор:
  a. Додај грану првом детету (ако оно постоји) као левом детету.
  b. Додај грану следећем потомку (ако такав постоји) као десном детету.
```

Калемљење може исправити лоше решене класе да би се повећала тачност. Такође и сваки лист смањује број грешака.